# Dryadella greenwoodiana
Dryadella greenwoodiana är en orkidéart som beskrevs av Soto Arenas, Salazar och Rodolfo Solano Gómez. Dryadella greenwoodiana ingår i släktet Dryadella och familjen orkidéer. Inga underarter finns listade i Catalogue of Life.